# Canton de Toulouse-15
Le canton de Toulouse-15 est une ancienne division administrative française de l’arrondissement français de Toulouse, dans le département de la Haute-Garonne en région Midi-Pyrénées et faisait partie de la deuxième circonscription de la Haute-Garonne depuis le redécoupage de 2010.

## Composition
Le canton de Toulouse-15 était composé de 8 communes et comptait 66 117 habitants (population municipale) au 1er janvier 2010.
| Nom                   | Code Insee | Intercommunalité        | Superficie (km2) | Population (dernière pop. légale) | Densité (hab./km2) |
| --------------------- | ---------- | ----------------------- | ---------------- | --------------------------------- | ------------------ |
| L'Union               | 31561      | Toulouse Métropole      | 6,77             | 11 676 (2014)                     | 1 725              |
| Saint-Jean            | 31488      | Toulouse Métropole      | 5,94             | 10 386 (2014)                     | 1 748              |
| Castelmaurou          | 31117      | CC des Coteaux Bellevue | 16,77            | 4 099 (2014)                      | 244                |
| Pechbonnieu           | 31410      | CC des Coteaux Bellevue | 7,52             | 4 352 (2014)                      | 579                |
| Montberon             | 31364      | CC des Coteaux Bellevue | 6,35             | 2 865 (2014)                      | 451                |
| Saint-Geniès-Bellevue | 31484      | CC des Coteaux Bellevue | 3,78             | 2 247 (2014)                      | 594                |
| Saint-Loup-Cammas     | 31497      | CC des Coteaux Bellevue | 3,65             | 1 898 (2014)                      | 520                |
| Rouffiac-Tolosan      | 31462      | CC des Coteaux Bellevue | 4,67             | 1 994 (2014)                      | 427                |

et d'une fraction de la commune de:
- Toulouse (partie)

Quartiers de Toulouse inclus dans le canton :
- Croix-Daurade
- Grand Selve (Toulouse)
- Les Izards-Trois Cocus
- Borderouge

## Démographie
| 1975 | 1982 | 1990   | 1999   | 2006   | 2011   | 2012   |
| ---- | ---- | ------ | ------ | ------ | ------ | ------ |
| -    | -    | 42 802 | 51 774 | 61 926 | 68 218 | 69 090 |

## Administration
| Période        | Période          | Identité            | Étiquette   | Qualité |
| -------------- | ---------------- | ------------------- | ----------- | --- |
| 1973           | 1976             | Marcel Cavaillé     | RI puis UDF | Ingénieur EDF Sénateur (1971-1974) Secrétaire d'État de 1974 à 1980 Adjoint au Maire de Toulouse Ancien suppléant du député Pierre Baudis (1962-1967 et 1968-1971) |
| 1976           | 1994             | Élie Bordes         | PS puis DVG | Ingénieur conseil Conseiller municipal de Toulouse puis de L'Union                                                                                                 |
| 1994           | 2002 (démission) | Gérard Bapt         | PS          | Médecin Député de 1978 à 1993 et depuis 1997 Maire de Saint-Jean de 1989 à 2012                                                                                    |
| 6 octobre 2002 | 2015             | Claude Calestroupat | PS          | Ancien directeur de société Suppléant du député Gérard Bapt (2002-2007)                                                                                            |

Canton faisant partie de la deuxième circonscription de la Haute-Garonne